# Say Something (canción de Justin Timberlake)
«Say Something» es una canción  grabado por el cantante y compositor americano Justin Timberlake junto con Chris Stapleton. Fue lanzado el 25 de enero de 2018 como el tercer sencillo de su quinto álbum de estudio Man of the Woods (2018) junto con su vídeo musical. La canción fue escrita y producido por Timberlake, Larrance Dopson, Floyd Nathaniel Cerros, Timbaland, con adicional songwriting por Stapleton. Debutó en número 9 en el Billboard Hot 100, convirtiéndose en el 19.º sencillo de Timberlake en llegar al top 10 como solista, y el primero para Stapleton. Se transmitió por la Contemporary hit radio el 13 de febrero de 2018.

## Composición e interpretación
"Say Something" es un balada pop rock y country rock que fusiona las estructuras electrónicas de las canciones de Man of the Woods "Filthy" y "Supplies" con los sonidos country blues de Stapleton. La canción comprende elementos de góspel, pop, jazz y soul acústico. Timberlake Y Timbaland previamente incorporaron sonidos como "twangy guitars" en pistas como "What Goes Around... Comes Around". Las letras de la canción tocan temas de reflexión y remordimiento, meditar en presión social en tener algo para decir y estar inseguro si realmente debes hacerlo. El escritor de Nashville Stephen Trageser interpretó las letras cuando:
"...reconociendo que alguien con el grado de celebridad que tiene Timberlake puede hacer más bien ocupando menos espacio. Es decir, darse cuenta de que opinar sobre temas de interés público puede convertirse fácilmente en un evento centrado en él y su imagen en lugar de servir realmente a la causa en cuestión."

## Vídeo musical

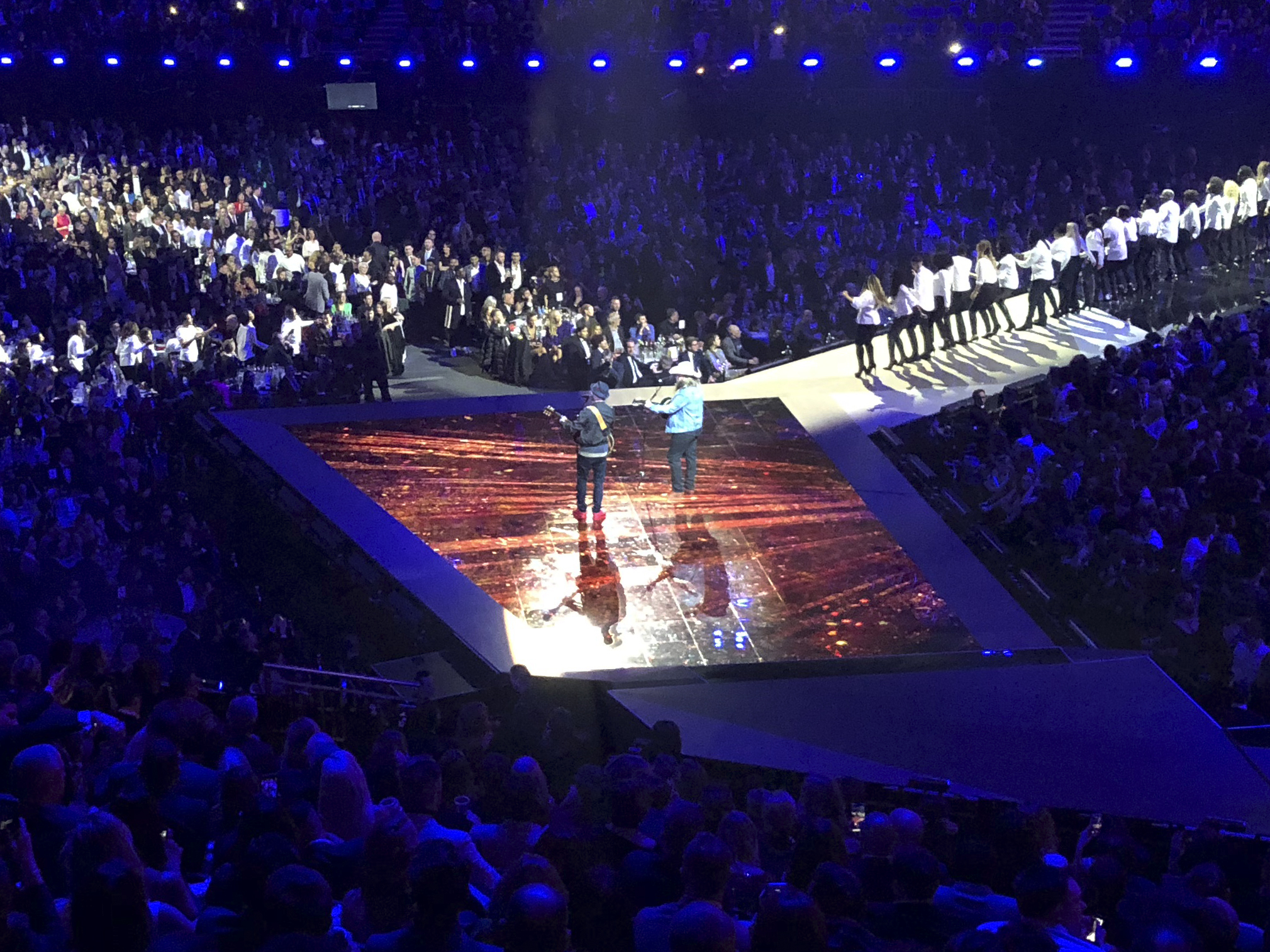
Timberlake y Stapleton interpretando «Say Something» en la ceremonia de los Premios Brit de 2018.

Dirigido por Arturo Perez Jr. y producido por La Blogothèque, el vídeo fue filmado en solo una toma en el edificio Bradbury de Los Ángeles, famoso por sus ascensores, balcones y escaleras que representan el laberinto que el concepto requirió. El reparto incluyó a diecisiete músicos y un coro de sesenta personas para filmar el vídeo y el audio en vivo en una sola toma. El video inicia con Timberlake solo en una habitación que crea efectos de latidos en un MPC Sampler. La cámara le sigue mientras toca su guitarra acústica y entra a un ascensor. Al salir, encuentra Stapleton en una escalera cercana. En julio de 2018, este video fue nominado a un premio MTV Video Music Award en la categoría Mejor dirección.

## Presentaciones en vivo
El 5 de febrero de 2018, Timberlake y Stapleton cantaron "Say Something" en el post-Super Bowl episodio de The Tonight Show Starring Jimmy Fallon.
El 21 de febrero de 2018, Timberlake y Stapleton se presentaron en los 2018 Brit Awards.

## Posicionamiento en listas
| Listas (2018)                             | Mejor posición |
| ----------------------------------------- | -------------- |
| Alemania (Offizielle Deutsche Charts)     | 9              |
| Australia (ARIA)                          | 18             |
| Austria (Ö3 Austria Top 40)               | 9              |
| Bélgica (Flandes) (Ultratop 50)           | 5              |
| Bélgica (Valonia) (Ultratop 50)           | 4              |
| Canadá (Canadian Hot 100)                 | 6              |
| Canadá (Hot AC)                           | 4              |
| Canadá (CHR/Top 40)                       | 13             |
| Dinamarca (Tracklisten)                   | 11             |
| Escocia (Scottish Singles Sales Chart)    | 2              |
| Eslovaquia (Rádio Top 100)                | 1              |
| Eslovaquia (Singles Digitál Top 100)      | 17             |
| España (Top 100 Canciones)                | 18             |
| Estados Unidos (Billboard Hot 100)        | 9              |
| Estados Unidos (Adult Contemporary)       | 16             |
| Estados Unidos (Adult Top 40)             | 8              |
| Estados Unidos (Mainstream Top 40)        | 15             |
| Francia (SNEP)                            | 69             |
| Hungría (Rádiós Top 40)                   | 27             |
| Hungría (Single Top 40)                   | 7              |
| Hungría (Stream Top 40)                   | 14             |
| Irlanda (IRMA)                            | 16             |
| Italia (FIMI)                             | 42             |
| Nueva Zelanda (Recorded Music NZ)         | 20             |
| Noruega (VG-lista)                        | 39             |
| Países Bajos (Mega Single Top 100)        | 24             |
| Reino Unido (UK Singles Chart)            | 24             |
| República Checa (Rádio Top 100)           | 2              |
| República Checa (Singles Digitál Top 100) | 11             |
| Suiza (Schweizer Hitparade)               | 6              |
| Suecia (Sverigetopplistan)                | 28             |